# Leif Øgaard
Leif Øgaard (Norvegia, 5 gennaio 1952) è uno scacchista norvegese.
Ha ottenuto il titolo di Grande Maestro nel 2007 all'età di 55 anni, tra i più anziani ad ottenere tale titolo.
Ha vinto cinque Campionati norvegesi (1974, 1975, 1979, 1985 e 1993).
Alcune tappe della sua carriera:
- nel 1968 vince il campionato norvegese juniores (U18);
- nel 1974 è secondo nel forte torneo di Dortmund;
- nel 1981 vince il torneo di Gausdal (prima norma di GM);
- nel 1982 vince ancora il torneo di Gausdal (seconda norma di GM);
- nel 2007 ottiene la terza norma di GM durante il campionato norvegese a squadre (Telioserien).

Dal 1970 al 1984 ha preso parte con la nazionale norvegese a sei Olimpiadi degli scacchi (nel 1974 e 1976 in prima scacchiera), ottenendo complessivamente il 56,4% dei punti. Nelle olimpiadi di Siegen 1970 ricevette una medaglia di bronzo individuale per il suo punteggio di 7,5/11.
Nel torneo zonale di Helsinki 1972 vinse una partita contro Jan Timman.
È stato editorialista di scacchi per i giornali Billedbladet Nå, Vårt Land, Østlandets Blad, Adresseavisen e Aftenposten.
Ha ottenuto il suo massimo rating FIDE in luglio 1982, con 2664 punti Elo (34º al mondo).